# Ghiacciaio Atkinson
Il Ghiacciaio Atkinson (in lingua inglese: Atkinson Glacier) è un ghiacciaio tributario antartico situato tra il Findlay Range e il Lyttelton Range, che fluisce in direzione nord per andare a confluire nel Ghiacciaio Dennistoun nei  Monti dell'Ammiragliato, in Antartide. 

## Storia
La denominazione è stata assegnata nel 1983 dal New Zealand Antarctic Place-Names Committee (NZ-APC) in onore di William Atkinson, assistente di campo della New Zealand Antarctic Division e meccanico del gruppo geologico guidato da Robert H. Findlay, che faceva parte del New Zealand Antarctic Research Program (NZARP) in quest'area nel 1981 e 1982.